# Антонов, Николай Павлович
Никола́й Па́влович Анто́нов (12 декабря 1909 года, Иваново-Вознесенск, Российская империя — 3 января 1985 года, Иваново, СССР) — советский философ, специалист в области онтологии и теории познания. Основоположник ивановской философской традиции, создатель ноосферной философской школы. Доктор философских наук, профессор. Ветеран Великой Отечественной войны.

## Биография
Родился 12 декабря 1909 года в Иваново-Вознесенскев семье рабочего.
В 1929—1931 годах учился в Ивановском педагогическом техникуме. Затем работал в школах.
В 1932 году по путёвке обкома комсомола поступил на естественный факультет Ленинградского педагогического института имени А. И. Герцена, который окончил в 1937 году.
В 1941-1945 годах участвовал в Великой Отечественной войне.
В 1950 году окончил аспирантуру Академии общественных наук при ЦК ВКП(б) и защитил диссертацию на соискание учёной степени кандидата философских наук по теме «„Развитие абстрактного мышления и онтогенеза“».
В 1950—1953 годах — доцент (с 1951) и заведующий кафедрой марксизма-ленинизма, а в 1953—1955 и 1965—1973 годах был профессором и заведующим кафедрой философии Ивановского государственного педагогического института.
В 1960-1964 годах — доцент, профессор и заведующий кафедрой общественных наук Новосибирского государственного университета. Читал лекции по диалектическому материализму и философским вопросам естествознания для студентов НГУ, научных сотрудников и аспирантов СО АН СССР.
В 1960-1969 годах член редакционной коллегии и в 1970-1975 годах — научный консультант журнала «Философские науки».
В 1963 году защитил диссертацию на соискание учёной степени доктора философских наук по теме «Сознание как свойство мозга, отражение бытия».
В 1971-1975 годы — председатель Ивановского областного отделения Философского общества СССР.
В 1973-1979 годах — профессор и заведующий кафедрой философии Ивановского государственного университета.
В 1979 году присвоено почётное звание «Заслуженный деятель науки РСФСР».
В 1981-1982 годах — председатель специализированного совета по защитам кандидатских диссертаций по философии.
Автор более 50 научных трудов. Под научным руководством подготовлено к защите более 30 диссертаций, из которых 2 являются докторскими.

## Научная деятельность
В ранних работах Н. П. Антоновым с помощью метода диалектического материализма рассматриваются вопросы происхождения и сущности сознания. Им уделено особое внимание вопросам форм отражений в живой и неживой природе, особенностям сознания как высшей формы психического отражения, вопросам взаимосвязи объективного и субъективного в содержании и структуре
отражения, а также вопросам становления идеального как необходимого содержательного компонента структуры сознания.
В конце 1970-х — начале 1980-х годов рассматриваются вопросы связанные с ноосферой как формой сознания. Н. А. Антоновым предложено материалистическое истолкование понятия «ноосфера», а также исследуются закономерности перехода биосферы в ноосферу и вопросы экологизации сознания в ходе взаимодействия общества и природы.
Последние годы жизни Н. П. Антонов занимался подготовкой научно-практической конференции «Учение В. И. Вернадского о переходе биосферы в ноосферу», которая была проведенная в Ивановском государственном университете в 1983 году.

## Общественно-политическая деятельность
В 1940 году избран депутатом городского совета г. Браслова, БССР. С 1952 года — член Сталинского РК КПСС г. Иванова, а с 1961 года — член Советского РК КПСС г. Новосибирска. Член парткома НГУ.

## Оценки личности
Н. П. Антонов относился к особому типу социально-ориентированного философа и своей педагогической и научной деятельностью в повседневной жизни выражал «сложную диалектику социального самоограничения и философского свободомыслия».

## Память
В Иваново ежегодно проводятся научные Антоновские чтения в память о Н. П. Антонове.

## Научные труды

### Статьи
- Антонов Н. П. Происхождение и сущность сознания // Учёные записки ИГПИ. — Т. 20. — Иваново, 1959.
- Антонов Н. П. О неразрывной связи мышления и языка // Большевик. — 1952. — № 15.
- Антонов Н. П. Сознание и мозг // Учёные записки ИГПИ. — Иваново, 1955.
- Антонов Н. П. Специфика индивидуального сознания человека как высшей ступени развития психики // Вопросы психологии. —1958. — № 6.
- Антонов Н. П. К вопросу о природе психического // Философские науки. — 1965. — № 4.
- Антонов Н. П. К вопросу об онтологическом и гносеологическом понимании сознания // Философия в эпоху научно-технической революции. — Л., 1974.
- Антонов Н. П. Роль сознания в оптимизации взаимодействия общества и природы в условиях становления коммунизма и ноосферы // Сознание и диалектика процесса познания. — Иваново, 1979.
- Антонов Н. П. Роль субъективного фактора в переходе биосферы в ноосферу // Человек. Эволюция. Космос. — София, 1984. — Кн. 4 (I).